# Памятник Алиби Джангильдину
Памятник революционеру Алиби Джангильдину — памятник казахскому революционеру, путешественнику и советскому государственному деятелю Алиби Джангильдину в городе Алма-Ата.

## История Памятника
Памятник Джангильдину был воздвигнут на площади возле железнодорожного вокзала Алматы — 1 в 1975 году.

## Описание Памятника
Скульптура выполнена в полный рост и вместе с постаментом насчитывает 11 метров. Постамент выполнен из гранита с вырезанным орнаментальным поясом. Джангильдин изображен в шинели, что подчеркивает его революционное прошлое. В правой руке революционера находятся карты с маршрутами его походов и путешествий.

## Авторы проекта
- Скульпторы — Т. Досмагамбетов, О. Прокопьева
- Архитектор — Ш. Валиханов, который получил в 1976 году премию КазССР за этот проект.